# 時崎雄司
時崎 雄司（ときざき ゆうじ、1940年1月6日 - 2021年11月13日）は、日本の政治家。元日本社会党衆議院議員(1期)。

## 来歴
青森県出身。1962年専修大学法学部卒。茨城県庁に入り、総務部職員課係長、県職員生協常務理事、県労働金庫理事、県職員組合書記長、同委員長、自治労茨城県本部副委員長、社会党茨城県組織局長を経て、1990年の総選挙で旧茨城1区から立候補して初当選、1期務めた。1993年の総選挙で落選。1996年の総選挙では民主党から新設された茨城1区より立候補したが落選した。その後は民進党で茨城県総支部連合会倫理委員長を務める。民進党の分裂後は国民民主党に参加。国民民主党の分裂後は（新）国民民主党茨城県連倫理委員長。
2021年11月13日、心臓病などのため、東茨城郡城里町の自宅で死去。81歳没。